# Várpalota
Várpalota [ˈvaːrpɒlotɒ] es una ciudad (ciudad en húngaro: "város") en el condado de Veszprém, en Hungría. Se encuentra en la vertiente este de los montes Bakony, a unos 70 km al sudoeste de Budapest y a unos 20 km de la capital del condado, Veszprém. En las cercanías también está la ciudad de Székesfehérvár. El extremo oriental del lago Balaton se halla en dirección sur a unos 15-20 km de la ciudad.  

## Demografía
La población ha descendido un 25% en los últimos veinte años, y actualmente es de unos 20.000 habitantes, según el censo oficial de 2009.
| 28,531                     | 26,928 | 21,858 | 21,060 | 20,688 |
| (Fuente: [cita requerida]) |        |        |        |        |

## Economía
En la época socialista, Várpalota era un importante centro minero e industrial. Después de 1990 comenzó un declive económico, todas las minas se cerraron. Tienen cierta importancia —aunque menos que antes— la industria del aluminio y la industria química.